# Juramento a la Bandera (México)

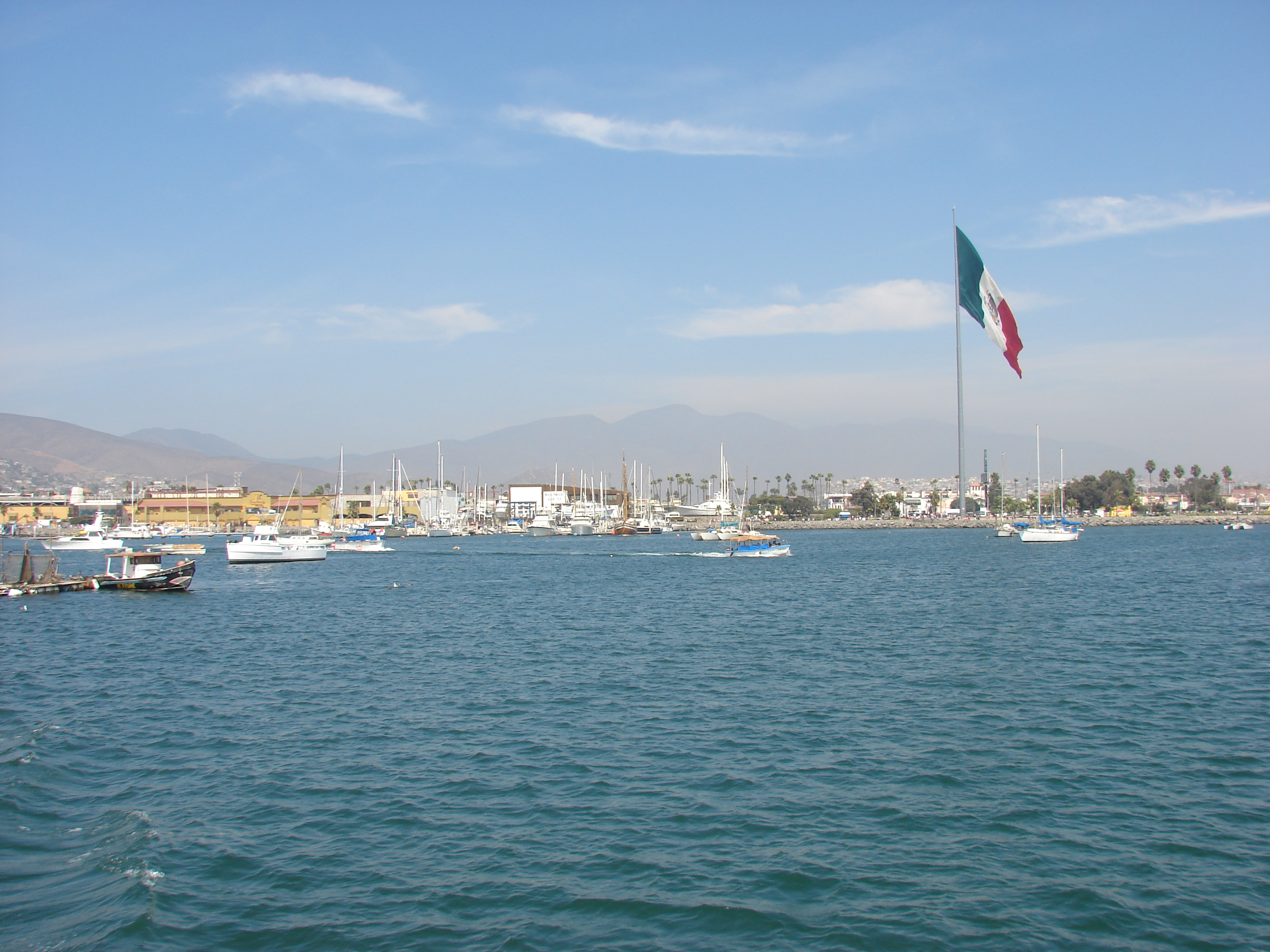
Bandera monumental en Ensenada, Baja California.

En México, el Juramento a la Bandera forma parte de  la ceremonia de honores al lábaro patrio, que se celebra cada lunes de la semana en las instituciones de educación básica.
Al pronunciar el juramento, al momento de mencionar «te prometemos ser siempre fieles», se extiende la mano derecha usando el saludo romano, dirigiéndola a la bandera y, en dado caso, girando el cuerpo hacia la dirección de la misma. 
A pesar de ser común en las instituciones de enseñanza, el Juramento a la Bandera no forma parte oficial del protocolo de honores a la bandera.

## Texto
Bandera de México, legado de nuestros héroes,
símbolo de la unidad de nuestros padres y de nuestros hermanos,
te prometemos, ser siempre fieles, a los principios de libertad y justicia,
que hacen de nuestra Patria, la nación independiente,
humana y generosa a la que entregamos nuestra existencia.

Una versión alterna y más antigua es la siguiente:
Juro ante tí, Gloriosa Bandera de mi Patria, ser siempre un buen mexicano y luchar por la prosperidad y grandeza de México.